# Leonberg (Oberpfalz)
Leonberg ist eine Gemeinde im Oberpfälzer Landkreis Tirschenreuth und deren Hauptort.
Die Gemeinde liegt zwischen den Städten Mitterteich, Waldsassen und Tirschenreuth. Von der auf einem Hang liegenden Ortschaft bietet sich ein weiter Ausblick über die Wondrebsenke.

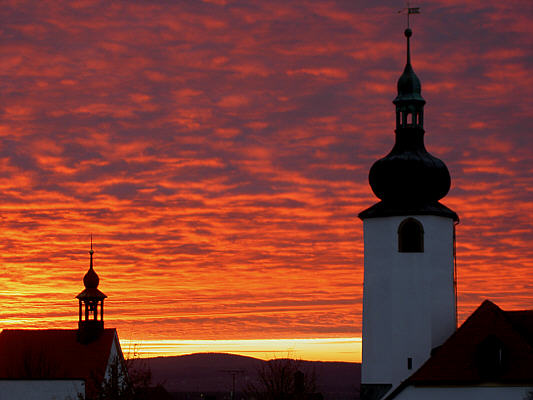
Leonberg

## Geographie

### Nachbargemeinden
|                  | Waldsassen 7 km                             | Bad Neualbenreuth 12 km |
| Mitterteich 3 km | Kompassrose, die auf Nachbargemeinden zeigt |                         |
|                  | Tirschenreuth 9 km                          |                         |

### Gemeindegliederung
Die Gemeinde Leonberg hat 20 Gemeindeteile (in Klammern ist der Siedlungstyp angegeben):
- Altenhammer (Einöde)
- Amesmühle (Einöde)
- Dobrigau (Weiler)
- Forkatshof (Dorf)
- Großensees (Dorf)
- Hofteich (Dorf)
- Hungenberg (Weiler)
- Königshütte (Dorf)
- Kornmühle (Einöde)
- Kriegermühle (Einöde)
- Leonberg (Pfarrdorf)
- Münchsgrün (Dorf)
- Neuhof (Weiler)
- Neumühle (Weiler)
- Pfaffenreuth (Dorf)
- Pienmühle (Einöde)
- Terschnitz (Weiler)
- Themenreuth (Dorf)
- Wiendlhof (Einöde)
- Zirkenreuth (Dorf)

Es gibt die Gemarkungen Großensees, Leonberg und Pfaffenreuth.

## Geschichte
Der Ort wurde zum ersten Mal im Jahr 1202 als „Liemberg“ urkundlich erwähnt. Im Jahr 1224 wurde er als „Lienberch“ bezeichnet, 1243 als „Limberc“, um etwa 1246 als „Linberch“, 1275 als „Lienberg“, 1560 als „Liemberg“, 1618 zum ersten Mal in der heute gültigen Schreibweise und 1796 zusätzlich dazu auch noch als „Lienberg“ und „Leonhardsberg“. Beim Namen des Ortes handelt es sich ursprünglich um einen Flurnamen, dessen Grundwort auf der mittelhochdeutsche Bezeichnung „berc“ (=Berg) basiert. Das Bestimmungswort des Namens geht eventuell auf den Begriff „liene“ zurück, was so viel wie „wilde Sau“ bedeutet. Demnach könnte die Bedeutung des Ortsnamens als „Anhöhe, wo sich Wildschweine aufhalten“ interpretiert werden.
Die Gemeinde Leonberg in ihrer heutigen Form entstand am 1. April 1971 durch den freiwilligen Zusammenschluss der bis dahin eigenständigen Gemeinden Leonberg, Großensees und Pfaffenreuth. Leonberg und Großensees waren traditionell eher landwirtschaftlich geprägt, den wirtschaftlichen Schwerpunkt in Pfaffenreuth bildete das Bergwerk Bayerland. Dort wurde noch bis Anfang der 1970er Jahre Pyrit (Schwefelkies) und Pyrrhotin (Magnetkies) gefördert.

### Einwohnerentwicklung
Zwischen 1988 und 2018 sank die Einwohnerzahl von 1047 auf 1019 um 28 bzw. um 2,7 %.

## Politik und Öffentliche Verwaltung
Die Gemeinde ist seit 1974 ein Mitglied der Verwaltungsgemeinschaft Mitterteich.

## Gemeinderat
Die Gemeinderatswahl 2020 ergab folgende Sitzverteilung:
- CSU: 5 Sitze
- Freie Wähler: 6 Sitze

## Wappen

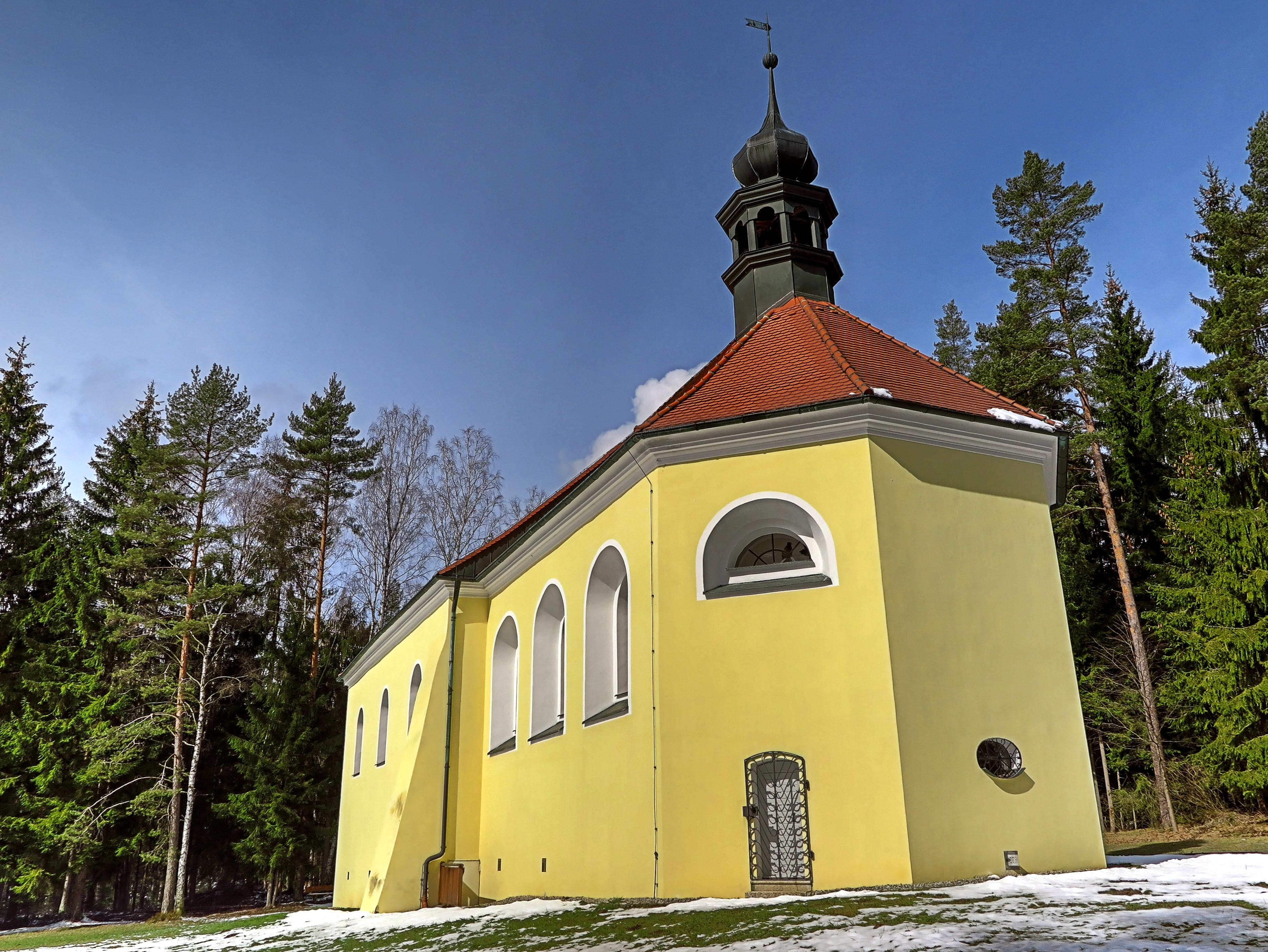
Allerheiligenkirche

| Wappen Gde. Leonberg | Blasonierung: „In Silber ein wachsender roter Drache mit einem schwarzen Hammer in den Klauen, überdeckt mit einem gesenkten blauen Wellenbalken.“ |
| Wappen Gde. Leonberg | Wappenbegründung: Der rote Drache ist das Wappentier des Klosters Waldsassen. Er deutet auf die Beziehungen der Gemeinde zum Kloster hin, die bis 1243 zurückreichen. Der Hammer steht symbolisch für den Bergbau, in der Hauptsache in Pfaffenreuth betrieben, und der blaue Balken für das Flüsschen Wondreb, welches das Gemeindegebiet durchfließt. Dieses Wappen wird seit 1980 geführt. |

## Kultur und Sehenswürdigkeiten

### Bauwerke
Sehenswert im Ort ist die barocke Pfarrkirche St. Leonhard, ebenso die Allerheiligenkirche in der Pfarrei Wernersreuth.

### Schutzgebiete
Das Naturschutzgebiet Wondrebaue südöstlich von Leonberg.
Das Naturdenkmal Eiserner Hut erinnert an den Bergbau in Pfaffenreuth. Es liegt in der Nähe der stillgelegten Zeche.

## Verkehr
Die Gemeinde Leonberg ist über die Bundesstraßen 15 und 299, sowie über die A 93 (Ausfahrten Mitterteich-Nord und -Süd) erreichbar.